# Zamia sandovalii
Zamia sandovaliii — вид голонасінних рослин класу Саговникоподібні (Cycadopsida).

## Поширення, екологія
Цей вид зустрічається в департаменті Атлантида Гондурасу, у вологому тропічному лісі. Вид оцінюється у 70 000 особин в дикій природі щільністю майже 91 рослин на км2.

## Загрози й охорона
Загрози невідомі.